# Ernestine Senders

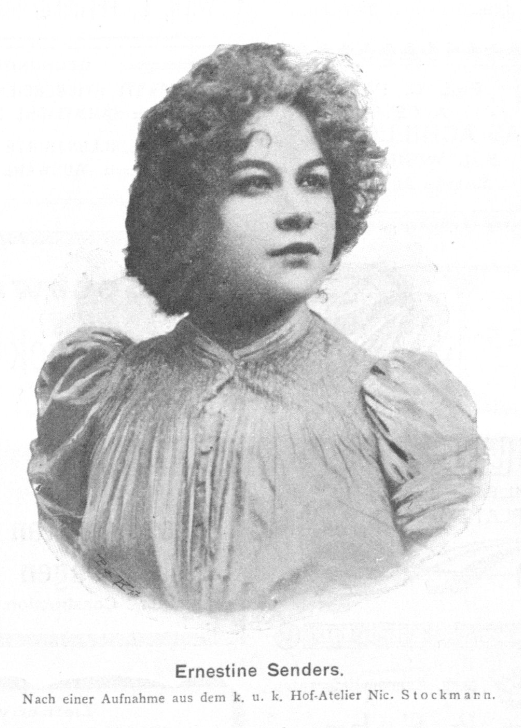
Ernestine Senders (1900)

Ernestine Senders (Ehename Ernestine Hollitzer; geboren am 23. Juli 1874 in Wien; gestorben am 17. Juni 1941 ebenda), bekannt als Tini oder Tiny Senders, war eine österreichische Schauspielerin und Sängerin (Mezzosopran). 1929 wurde Senders als Ehrenmitglied des Wiener Burgtheaters ausgezeichnet.

## Leben

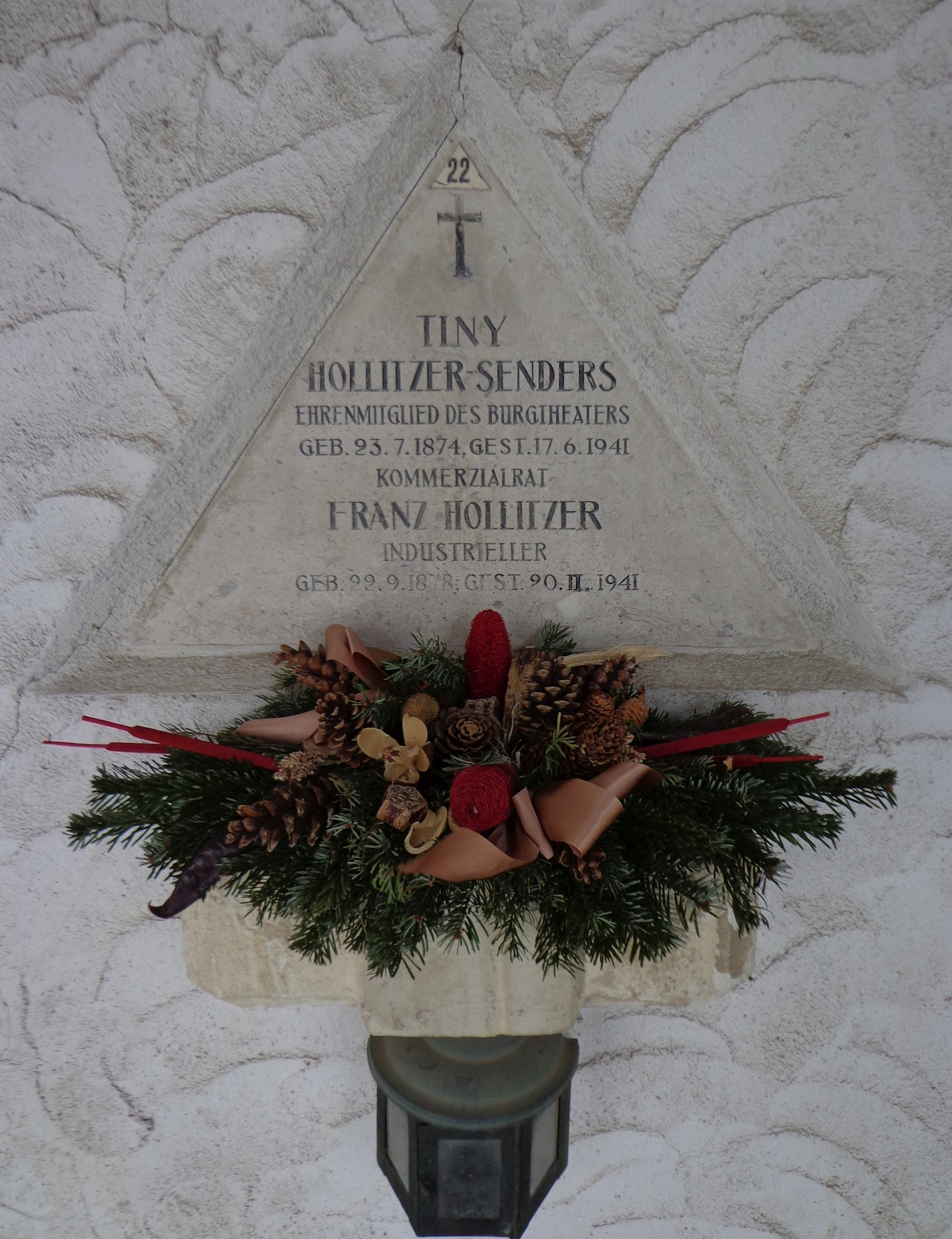
Feuerhalle Simmering – Urnengrab von Tiny Hollitzer-Senders

Die Mezzosopranistin begann ihre Karriere als Choristin am Wiener Carltheater und trat ab 1897 in derb-komischen Rollen des leichten Genres – von der Posse bis zur Operette – auf. 1902 ging Senders nach Berlin, wo sie zunächst mit Wiener Liedern und Couplets Erfolge hatte. In der Spielzeit 1903/04 erhielt sie ein Engagement am Neuen Theater, dem späteren Theater am Schiffbauerdamm, dessen Leitung Max Reinhardt damals gerade übernommen hatte. In dieser Zeit entstand das Porträtgemälde der Künstlerin, welches Lovis Corinth auf der neunten Ausstellung der Berliner Sezession 1904 präsentierte.
1904 wechselte Senders ans Wiener Burgtheater, dem sie bis 1932 angehörte. Sie war dort ursprünglich „für das Komische Fach, besonders älterer Rollen“ engagiert worden, setzte sich aber auch als Charakterdarstellerin durch. 1920 wirkte Senders bei der Geburtsstunde der Salzburger Festspiele in der ersten Jedermann-Aufführung am Domplatz unter der Regie von Max Reinhardt mit, als Des Schuldknechts Weib.
Senders war seit 1906 verheiratet mit dem österreichischen Bauunternehmer Franz Emil Hollitzer (1878–1941) und war Schwägerin des Malers Carl Leopold Hollitzer.
Sie wurde in einer Urnennische an der Feuerhalle Simmering (ALI 22) in Wien beigesetzt.